# Barítona
La barítona és un nou instrument creat l'any 2013 per l'Institut d'Estudis Catalans com a suport baix de la tenora i el tible. No s'ha de confondre amb el baríton, un antic instrument musical de corda semblant a la viola de gamba, que sobretot es va emprar entre els segles XVII i XIX.

## Descripció
La barítona, com la tenora i el tible, és un instrument de llengüeta doble pertanyent a la família de les xeremies de cobla tot i que, a diferència dels altres dos, no forma part habitual de les ballades o concerts de sardanes, i només es pot escoltar esporàdicament en alguns concerts de cobla. Està format per dos cossos de fusta i un pavelló metàl·lic i sona una quarta més greu que la tenora, cobrint el registre de la veu de tenor. És un instrument transpositor afinat en Fa i amb un sistema de claus homòleg al de la tenora. El seu registre va del Fa#1 (Si1 real) al Mi4 (La4 real). S'anomena barítona malgrat és un instrument tenor, seguint el contrasentit de la tenora que, tot i que té notes del registre del tenor, és en definitiva, un instrument contralt-soprano.

## Història
La necessitat de crear aquest instrument ja va ser identificada pel compositor i director d'orquestra Ricard Lamote de Grignon i Ribas l'any 1948, degut a la manca d'un instrument que cobrís el rang de registres més greus en el grup de xeremies de cobla. Els greus baixos del fiscorn o el contrabaix són poc rics en harmònics i això els fa poc adequats per al suport baix de la tenora i el tible. Malgrat que la proposta de dissenyar el nou instrument va generar molt d'interès, cap constructor no es va atrevir a crear-lo, ja que la quantitat de prototips i iteracions necessaris haurien estat totalment inviables amb els mitjans de l'època, quan tot el procés de disseny d'instruments tradicionals era totalment artesanal.
La barítona ha estat finalment creada l'any 2013, 65 anys després, gràcies al programa de recerca Disseny d'una xeremia barítona –baríton– que complementi el tible i la tenora que l'Institut d'Estudis Catalans va iniciar l'any 2007, sota la direcció de Joaquim Agulló i Batlle, catedràtic de la Universitat Politècnica de Catalunya i vicepresident de l'Institut, i amb la col·laboració d'un equip multidisciplinari format per científics, músics i constructors d'instruments, que l'han dissenyada a partir de l'aplicació de models matemàtics a les característiques acústiques que havia de tenir l'instrument. Entre ells, hi trobem a la doctora en física Anna Barjau, els tècnics acústics Jordi Campos, Sergi Solé i Ester Cierco, el tenorista Jaume Vilà i els constructors d'instruments de doble canya Pau Orriols i Alfons Sibila.
Aquest treball en complementa un altre que el mateix Institut d'Estudis Catalans i també sota la direcció de Joaquim Agulló va presentar l'any 2008, consistent en un redisseny de la tenora.
La presentació de la barítona es va fer en un concert al claustre de la Casa de Convalescència, el 19 de setembre del 2013 on va sonar al costat de la tenora també redissenyada per l'IEC uns anys abans.